# Meister des Dornstädter Altars

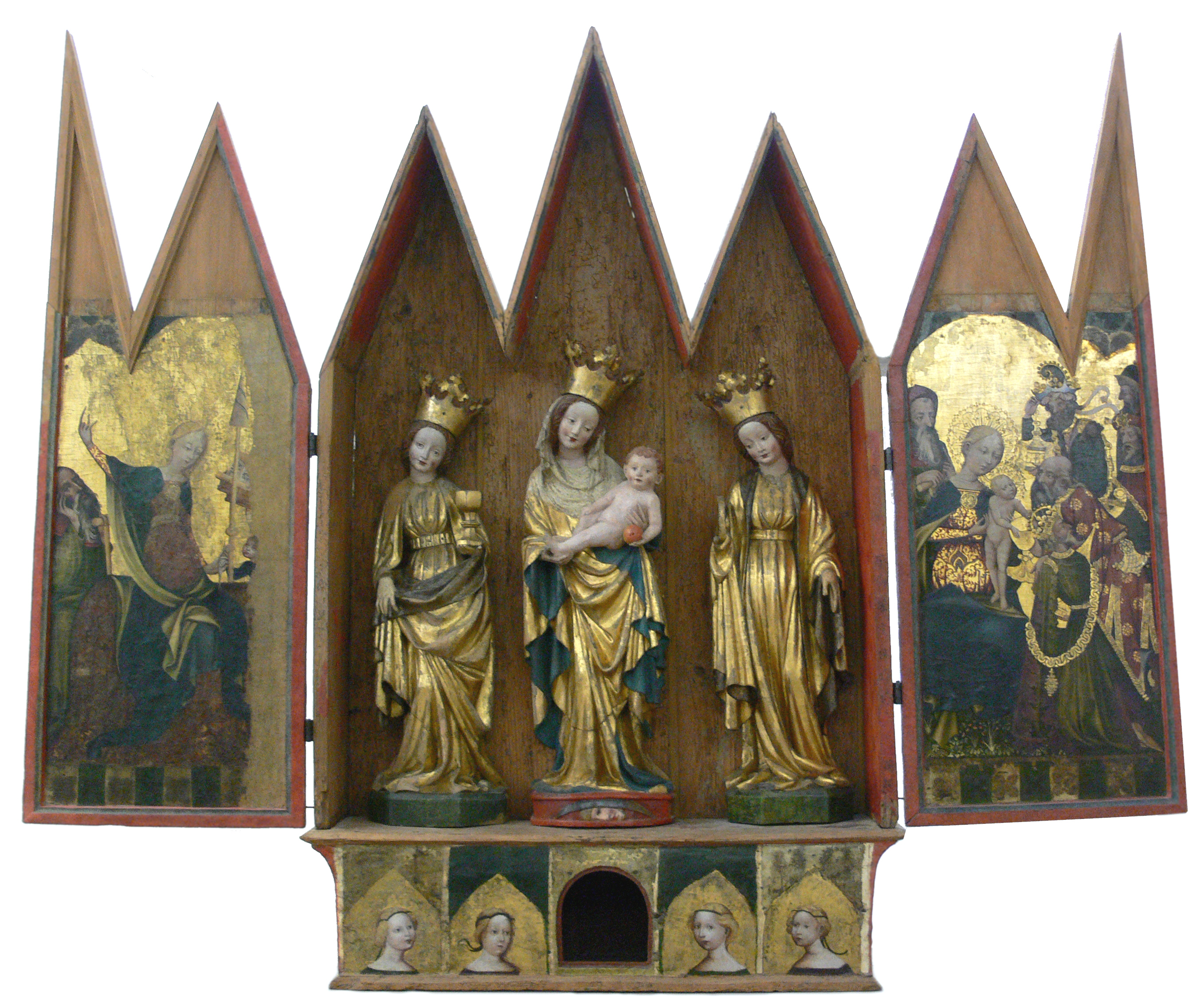
Dornstädter Altar, datiert 1417 Landesmuseum Württemberg, Stuttgart

Als Meister des Dornstädter Altars wird ein gotischer Bildschnitzer bezeichnet, der zu Beginn des 15. Jahrhunderts in Südwestdeutschland tätig war.
Der namentlich nicht bekannte Künstler ist nach dem von ihm um 1420 geschaffenen Schrein des Dornstädter Altars benannt, dem ältesten erhaltenen Schnitzaltar aus Schwaben. Der Altar befindet sich heute im Landesmuseum Württemberg in Stuttgart. Der Schrein zeigt Maria zwischen den Heiligen Barbara und Katharina. Die Figuren werden dem Schönen Stil zugerechnet, der Stilrichtung, die die spätgotische Plastik um 1400 im ganzen Westen von Europa dominierte. Auch die Madonnenfigur des Dornstädter Altars zeigt dessen typische Darstellung fließender Kleidung und sanfter Gesichter.
Die Figuren des Dornstädter Altars zeigen Ähnlichkeit mit einigen Steinfiguren in der Westfassade des Ulmer Münsters; daher wurde vorgeschlagen, dass der Meister des Dornstädter Altars identisch sein könnte mit Meister Hartmann, der diese Figuren geschaffen hat und der in Ulm um 1420 eine eigene Werkstatt betrieb.
Dem Meister des Dornstädter Altars werden noch einige andere Figuren zugewiesen, so eine Schutzmantelmadonna in der Kunstsammlung Lorenzkapelle der Stadt Rottweil.